# Antonio Ludeña
 (décembre 2021).
Antonio Ludeña, né le 23 décembre 1740 à Almussafes et mort le 1er mars 1820 à Crémone, est un jésuite, mathématicien et physicien espagnol, professeur à l'Université de Camerino. Il est un auteur de l'École Universaliste Espagnole du XVIIIe siècle.

## Œuvres
- (la) De vera, et necessaria motus accelerati theoria, Camerino, Vincenzo Gori, 1781 (lire en ligne)
- (it) Dissertazione sopra il quesito, Mantoue, Erede di Alberto Pazzoni, 1788 (lire en ligne)
- (it) Due opuscoli matematici, Venise, Giacomo Storti, 1793 (lire en ligne)
- (it) Vera idraulica teoria, vol. 1, Crémone, Fratelli Manini, 1817 (lire en ligne)
- (it) Vera idraulica teoria, vol. 2, Crémone, Fratelli Manini, 1817 (lire en ligne)
- (it) Vera idraulica teoria, vol. 3, Crémone, Fratelli Manini, 1818 (lire en ligne)